# Atandwa Kani

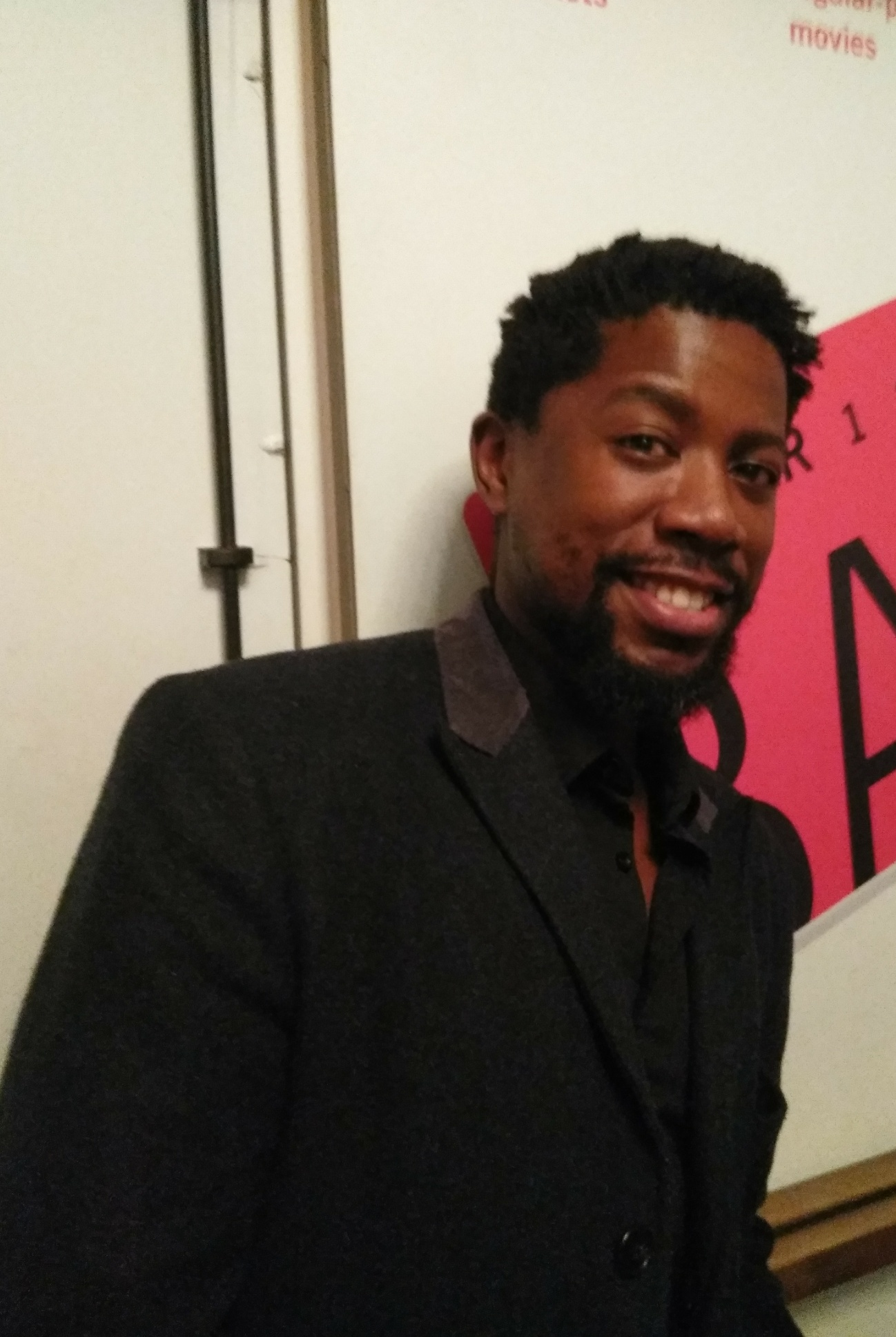
Atandwa Kani (2018)

Atandwa Duduza Yiduthi Kani (* 6. Juni 1984 in Port Elizabeth) ist ein südafrikanischer Schauspieler.

## Leben
Atandwa Kani wurde in der Stadt Port Elizabeth geboren. Bereits in jungen Jahren kam er durch seinen Vater, den Schauspieler John Kani, mit dem Schauspielen in Kontakt. So begleitete er ihn häufig zu Theateraufführungen. Nach der Schule besuchte er die University of Witwatersrand, von der er 2008 mit einem Abschluss in Theater graduierte. Zuletzt studierte er an der  Tisch School of the Arts in New York City, die er mit einem  Master of Fine Arts abschloss.
Zu Beginn seiner Karriere trat er zunächst in Bühnenproduktionen auf. Bekanntheit erlangte er so vor allem durch seine Rolle in Shakespeares Der Sturm, das von einer Kollaboration des Baxter Theatre Centre aus Kapstadt und der Royal Shakespeare Company produziert wurde. Er trat darin neben Theatergrößen wie Antony Sher und seinem Vater auf. Für seine Darbietung erhielt er viel Kritikerlob und wurde unter anderem mit dem Naledi Award ausgezeichnet.
Seit 2007 tritt Kani auch in Film und Fernsehen auf. Zunächst übernahm er die Rolle des Tumelo in der Serie Life is Wild. Es folgte eine Rolle in Wildes Herz Afrika, bevor er 2013 in Mandela – Der lange Weg zur Freiheit den Volkshelden in seiner Zeit als Jugendlicher darstellte. 2014 trat Kani der renommierten Fortune Cookie Theatre Company. Die Truppe trat unter anderem in New York City auf tourte von 2015 bis 2016 durch Südafrika, bei sie das Stück Sizwe Banzi Is Dead, welches Kanis Vater für die Weltpremiere 1972 mitverfasste, aufführten.
Im Frühjahr 2018 trat er in der Rolle des Königs T’Chaka in Form eines Rückblicks im Marvel-Superheldenfilm Black Panther auf. Sein Vater verkörperte diesen, wie schon zuvor in The First Avenger: Civil War, in der Gegenwart.
Kani lebte eine Zeit lang in Johannesburg, bevor er wegen seines Studiums nach New York City zog. Von 2012 bis 2015 war er in erster Ehe mit der Moderatorin Thembisa Mdoda verheiratet. 2016 heiratete er die Musikerin Fikile Mthwalo. Die Ehe hielt bis 2019.

## Filmografie (Auswahl)
- 2007–2008: Life is Wild (Fernsehserie, 7 Episoden)
- 2010–2012: Wildes Herz Afrika (Wild at Heart, Fernsehserie, 17 Episoden)
- 2011: Leonardo (Fernsehserie, Episode 1x10)
- 2013: Mandela – Der lange Weg zur Freiheit (Mandela: Long Walk to Freedom)
- 2015: The Book of Negroes (Mini-Serie, Episode 1x04)
- 2016: The Suit (Kurzfilm)
- 2018: Black Panther
- 2020: Terror Lake Drive (Miniserie, Episode 1x02)
- 2020: Choices
- 2021, 2023: What If…? (Fernsehserie, Episode 2 Episoden, Stimme)
- 2021: Chronicles of a BLEEP Year Old Woman (Miniserie, 2 Episoden)